# Jørgen Jacob Lønborg Friis
Jørgen Jacob Lønborg Friis, född 21 september 1852 i Nakskov på Lolland i Danmark, död 1 oktober 1912 i Hjørring, var en dansk tandläkare, museichef och arkeolog.
Jørgen Jacob Lønborg Friis far var realskolelärare i Nakskov och från 1858 präst i Asdal socken nära Hjørring. Jørgen Jacob Lønborg Friis utbildade sig först till farmaceut (cand. pharm.) och arbetade på ett apotek på Langeland. Därefter utbildade han sig till tandläkare i Köpenhamn hos Victor Haderup, en läkare som öppnat landets första tandläkarmottagning. År 1883 öppnade han som första tandläkarpraktik i Hjørring. 
Hans stora intresse var arkeologi och han anskaffade efter hand en omfattande samling arkeologiska fynd. Detta ledde till att han tog initiativ till att grunda Vendsyssel Historiske Museum 1889. Han var dess chef till sin död 1912.
Jørgen Jacob Lønborg Friis skrev arkeologiska och historiska artiklar och ledde flera arkeologiska utgrävningar i Vendsyssel. Hans ursprungliga klinik finns utställd på Vendsyssel Historiske Museum, inklusive instrument som han tillverkade själv.
Han hade åtta barn. Två söner, tandläkarna Valdemar (1883–1943) och Holger Olesen Friis (1891–1966), övertog hans tandläkarklinik i Hjørring. Holger Lønborg Friis var därutöver chef för Vendsyssel Historiske Museum 1921–1960. Holgers son, arkitekten Palle Lønborg-Friis (1932–2018), var chef för Vendsyssel Historiske Museum 1960–1997.